# وس اتکینسون
وس اتکینسون (انگلیسی: Wes Atkinson؛ زادهٔ ۱۳ اکتبر ۱۹۹۴) بازیکن فوتبال اهل بریتانیا است.
از باشگاه‌هایی که در آن بازی کرده‌است می‌توان به باشگاه فوتبال وست برومویچ آلبیون، باشگاه فوتبال ایستلی، باشگاه فوتبال کمبریج یونایتد، و باشگاه فوتبال نوتس کانتی اشاره کرد.